# Mistrzostwa Europy w Lekkoatletyce 1946 – sztafeta 4 × 100 m kobiet
Sztafeta 4 × 100 metrów kobiet była jedną z konkurencji rozgrywanych podczas III Mistrzostw Europy w Oslo. Rozegrano od razu bieg finałowy 25 sierpnia 1946 roku. Zwycięzcą tej konkurencji została sztafeta holenderska w składzie: Gerda Koudijs, Nettie Timmer, Martha Adema i Fanny Blankers-Koen. W rywalizacji wzięły udział dwadzieścia cztery zawodniczki z sześciu reprezentacji.

## Rekordy
| Rekord świata     | Niemcy (Emmy Albus, Käthe Krauß, Marie Dollinger, Ilse Dörffeldt) | 46,4 | Berlin, Niemcy     | 08.08.1936 |
| Rekord Europy     | Niemcy (Emmy Albus, Käthe Krauß, Marie Dollinger, Ilse Dörffeldt) | 46,4 | Berlin, Niemcy     | 08.08.1936 |
| Rekord mistrzostw | Niemcy (Josefine Kohl, Käthe Krauß, Emmy Albus, Ida Kühnel)       | 46,8 | Wiedeń, III Rzesza | 18.09.1938 |

## Wyniki
| Miejsce | Reprezentacja   | Zawodniczki                                                                    | Czas |
| ------- | --------------- | ------------------------------------------------------------------------------ | ---- |
| 1       | Holandia        | Gerda Koudijs, Nettie Timmer, Martha Adema, Fanny Blankers-Koen                | 47,8 |
| 2       | Francja         | Claire Brésolles, Monique Drilhon, Liliane Miannay, Léa Caurla                 | 48,5 |
| 3       | ZSRR            | Jewgienija Sieczenowa, Walentina Fokina, Elene Gokieli, Walentina Wasiljewa    | 48,7 |
| 4       | Wielka Brytania | Joyce Judd, Sylvia Cheeseman, Maureen Gardner, Winifred Jordan                 | 48,7 |
| 5       | Szwecja         | Greta Magnusson, Kerstin Josefsson, Ulla-Britt Althin, Ann-Britt Leyman        | 49,3 |
| 6       | Polska          | Irena Hejducka, Stanisława Walasiewicz, Mieczysława Moder, Jadwiga Słomczewska | 50,6 |